# Alfio Oviedo
Alfio Ovidio Oviedo Álvarez (Ypacaraí, 18 de diciembre de 1995) es un futbolista paraguayo. Juega de delantero y su equipo actual es Tigre de la Primera División de Argentina. Es internacional con la selección de fútbol de Paraguay.

## Trayectoria

### Inicios
Oviedo comenzó su carrera futbolística a los 15 años en las divisiones inferiores de Sportivo Luqueño, su primer club. A temprana edad, se trasladó a Argentina para probar suerte en Estudiantes de La Plata, donde pudo contar con el apoyo del entonces arquero paraguayo Justo Villar. En su estadía en el conjunto pincha, Alfio confiesa haber aprendido muchas cosas y vivido experiencias que le sirvieron para formarse aún más como profesional. Solía mantener conversaciones con Justo Villar, en ese entonces portero del equipo de Estudiantes. Inclusive una vez el arquero de la selección paraguaya le obsequió sus botines cuando Oviedo estaba observando la práctica. Sin embargo, debido a problemas de documentación, no pudo continuar en el fútbol argentino y regresó a Paraguay.
En 2011, fue recibido en Rubio Ñu por el entrenador Francisco Arce, quien lo incluyó en el primer equipo a los 17 años. Aunque jugó 23 partidos hasta 2015, Oviedo aún no lograba destacarse como goleador.

### Independiente de Campo Grande
En el 2016, pasó a préstamo al Independiente de Campo Grande con el objetivo de hacerlo volver a la Primera División disputando la División Intermedia. Ese fue el año en el cual Alfio se hizo conocer a lo largo del país por sus goles en el equipo de la autopista y logró el campeonato de esa temporada siendo el goleador del torneo.
A principios de 2017 fue nuevamente cedido al Independiente para disputar el Torneo Apertura, donde logró marcar 11 goles quedando así como el segundo máximo artillero del torneo a pesar de no haber podido jugar el último tramo del campeonato.

### Cerro Porteño
En mayo, ya se especulaba con el posible arreglo de las partes para que Alfio juegue por el ciclón de barrio obrero en el segundo semestre del año. Así, finalizado el torneo, se disiparon las dudas y se confirmó su llegada al Cerro Porteño para disputar el Torneo Clausura y la Copa Sudamericana; además de participar en uno de los momentos más importantes de la historia del club, la inauguración de "La Nueva Olla".

### Newell's Old Boys
El 30 de julio de 2018 llegó a Newell's Old Boys procedente de Cerro Porteño por una cláusula de 20 millones de pesos argentinos.
En su paso por la Lepra confesó para una cadena de prensa argentina que su ídolo es Óscar Cardozo (quién también alguna vez pasó por Newell's Old Boys siendo uno de los máximos goleadores y referentes del club rosarino).
En total jugó 10 partidos logrando completar 315 minutos en cancha y marcó 1 gol.

### Club Libertad
El 9 de julio de 2019 el Club Libertad presenta a Alfio como nuevo refuerzo para los próximos torneos.
El 16 de septiembre de ese año Alfio, quien había ingresado a los 67 minutos en lugar de Édgar Benítez, tuvo que ser sustituido de manera obligada a cinco minutos del final, por Macnelly Torres. Cuando salió jugando este cayó desplomado al césped a raíz de una desafortunada acción suya, un golpe en la rodilla izquierda. Como consecuencia fue sometido a los estudios médicos correspondientes, que arrojaron como resultado una rotura de ligamento cruzado anterior. Posteriormente fue intervenido quirúrgicamente y estuvo 8 meses fuera de las canchas.

### Retorno a Cerro Porteño
El 24 de julio de 2023 el Club Cerro Porteño anunció en redes sociales su retorno como refuerzo para el próximo torneo.

## Selección nacional

### Sub-20
Formó parte de la selección de fútbol sub-20 de Paraguay, participando en varios partidos amistosos internacionales.

### Absoluta
En la selección absoluta de Paraguay, recibió su oportunidad cuando Francisco Arce lo convocó para disputar un amistoso contra la selección mexicana en Seattle, Estados Unidos, el 1 de julio de 2017, debutando en el minuto 87. El 5 de noviembre de 2024, fue llamado por el seleccionador Gustavo Alfaro para integrar el plantel albirrojo y disputar los partidos ante Argentina y Bolivia por las Jornadas 11 y 12 de las  Eliminatorias Sudamericanas rumbo a la Copa Mundial de la FIFA 2026.

## Clubes
| Equipo             | País      | Año       |
| ------------------ | --------- | --------- |
| Rubio Ñu           | Paraguay  | 2011-2015 |
| Independiente (CG) | Paraguay  | 2016-2017 |
| Cerro Porteño      | Paraguay  | 2017-2018 |
| Newell's Old Boys  | Argentina | 2018-2019 |
| Libertad           | Paraguay  | 2019-2023 |
| Cerro Porteño      | Paraguay  | 2023-2024 |
| Bolívar            | Bolivia   | 2024      |
| Tigre              | Argentina | 2025-Act. |

## Palmarés

### Títulos nacionales
| Título               | Equipo             | País     | Año    |
| -------------------- | ------------------ | -------- | ------ |
| División Intermedia  | Independiente (CG) | Paraguay | 2016   |
| Primera División     | Cerro Porteño      | Paraguay | 2017-C |
| Primera División     | Libertad           | Paraguay | 2021-A |
| Primera División     | Libertad           | Paraguay | 2023-A |
| División Profesional | Bolívar            | Bolivia  | 2024   |

### Distinciones individuales
| Distinción                                    | Año  |
| --------------------------------------------- | ---- |
| Goleador de la División Intermedia (20 goles) | 2016 |